# 22-es számú Országos Kéktúra szakasz
A 22-es számú Országos Kéktúra szakasz az Országos Kéktúra egyik szakasza a Mátrában (földrajzilag valójában a Bükk-vidéken), Siroktól Szarvaskőig.

## Történelem
Az Országos Kéktúra 2013-as nyomvonal-felülvizsgálata eddig nem érintette; a Sirok és Sirok vm. közötti szakasz a tervek szerint a 24-es főút helyett délről kerülte volna a Kis-Várhegyet, de ezt 2018 márciusáig nem hajtották végre.
2017 végén az Egerlátó lábától Szarvaskő nyugati végéig új nyomvonalra került az Országos Kéktúra, kiváltva egy veszélyes, ugyanakkor természetjáró szempontból jellegtelen aszfaltútszakaszt. Az új nyomvonal a Hegyes-kő szép kilátást nyújtó füves laposán, majd a Kecskefar oldalában vezet, végül az úgynevezett „tündér út” ösvényén ereszkedik le a faluba.

## Alszakaszok

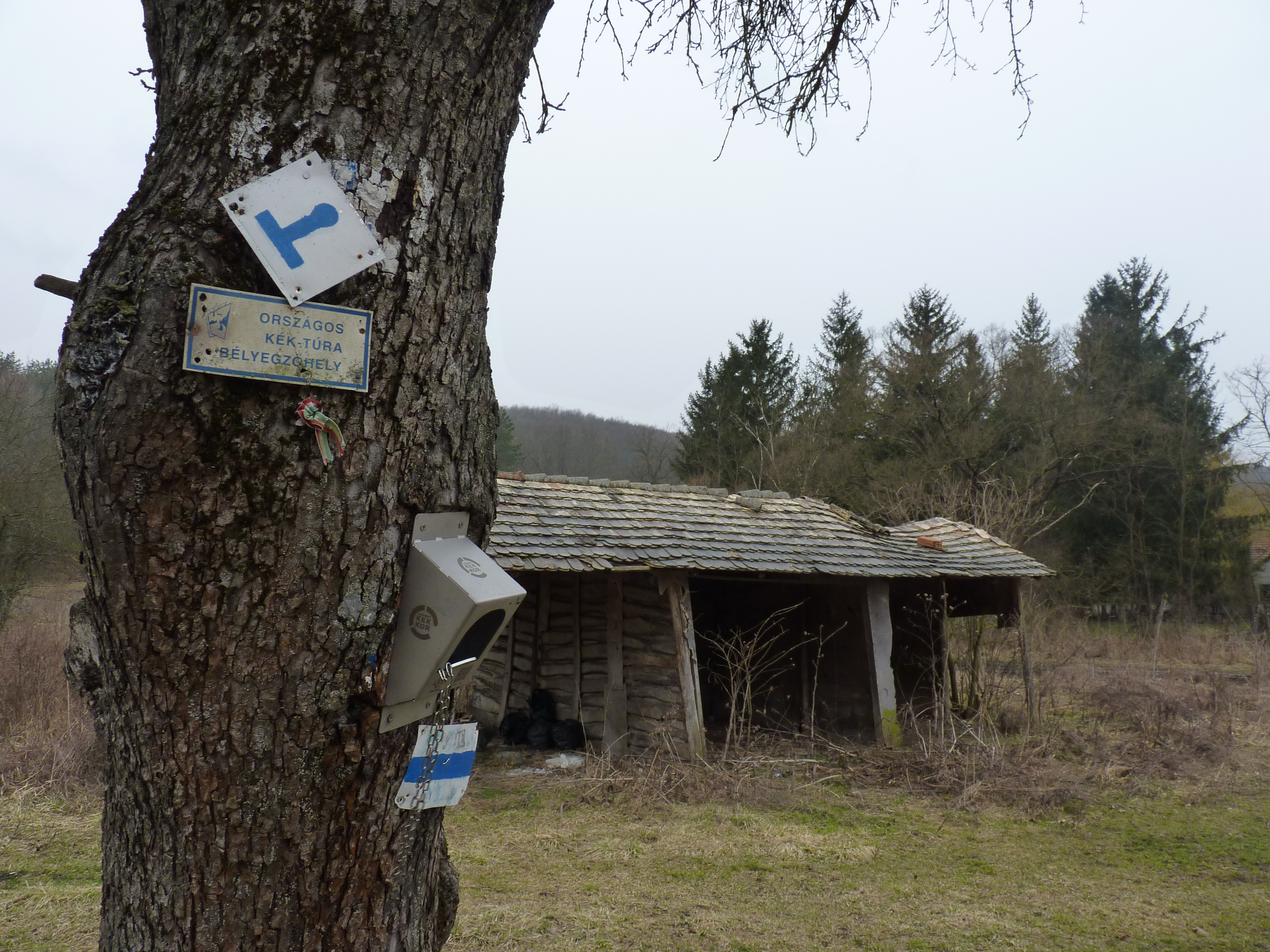
Rozsnakpuszta, OKT pecsételőhely

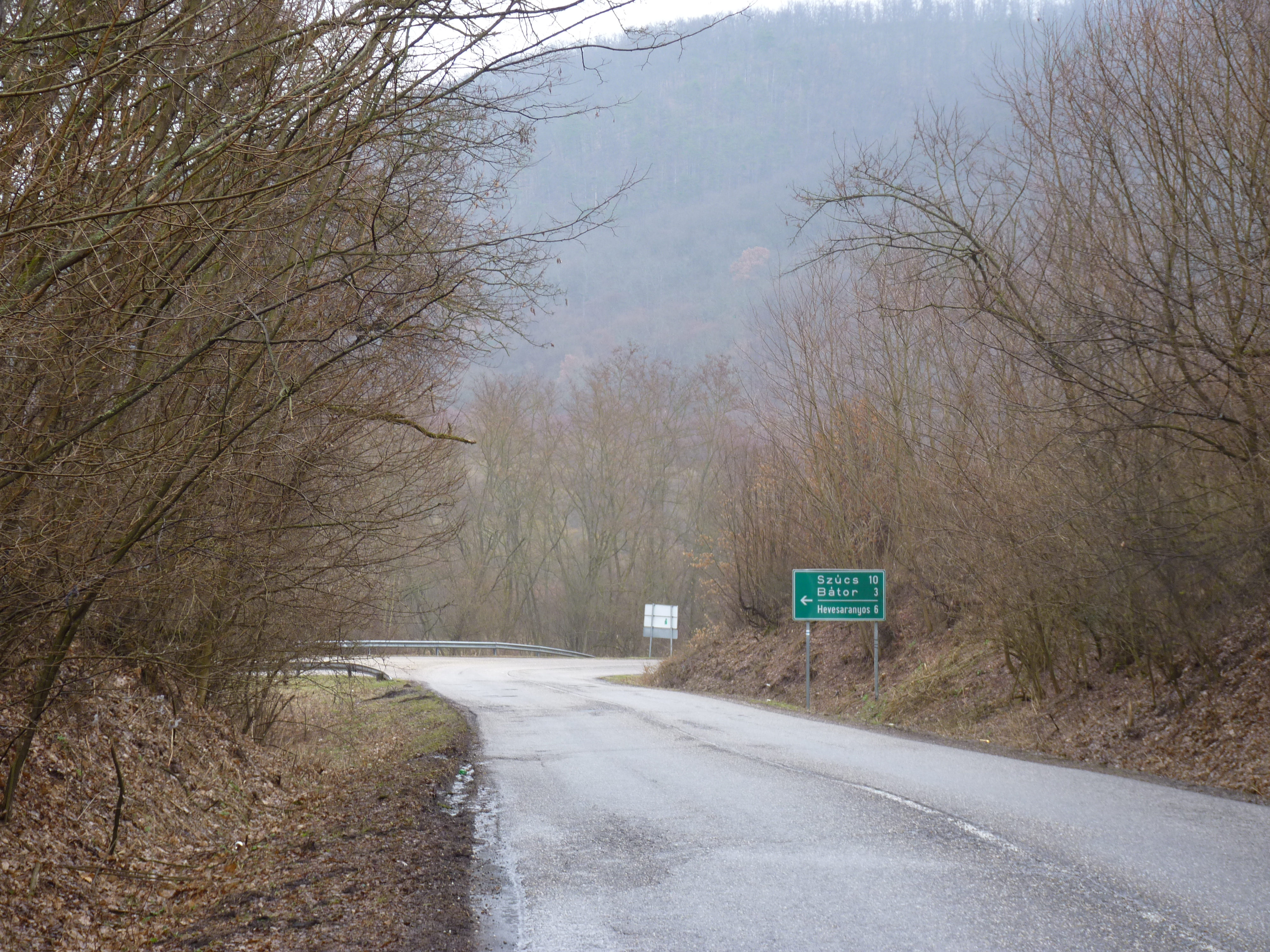
Egy ideig a 2413-as közúton vezet az útvonal

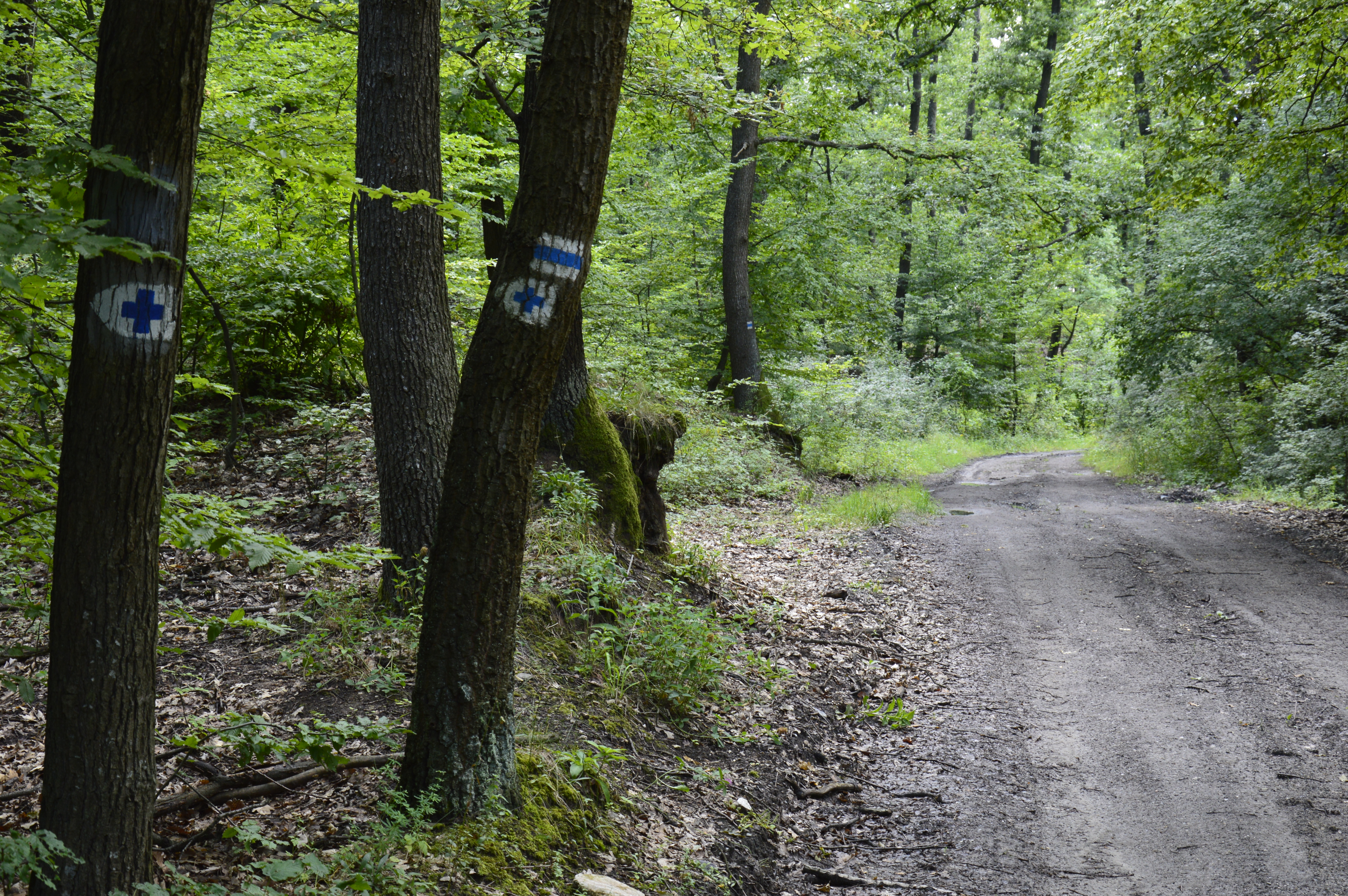
Az Országos Kéktúra útvonala

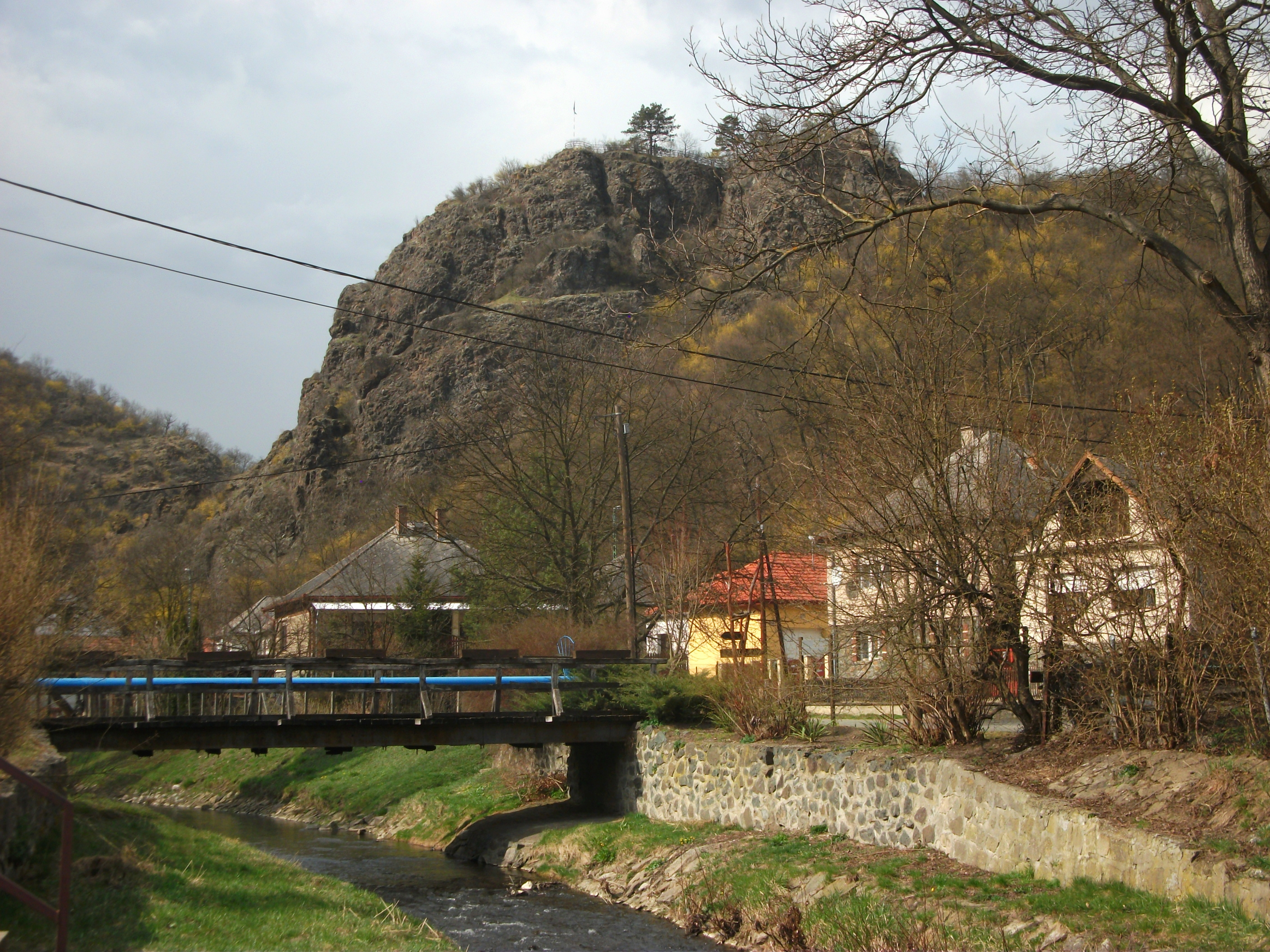
Szarvaskői várhegy

| [ 1 ] | Szám          | Szakasz (pecsételőhely) | Táv     |
| ----- | ------------- | --- | ------- |
|       | 111 (OKT-221) | Sirok vm. – Hunor Étterem – Siroki vár – Barát- és Apáca-sziklák – Alma-lápa-tető – Kígyós-patak – Rozsnakpuszta erdészház | 9,0 km  |
|       | 112 (OKT-222) | Rozsnakpuszta erdészház – Laskó-patak – Major-oldal – Szarvaskő vá.                                                        | 11,5 km |
|       | Összesen:     | | 20,5 km |

## Érintett települések
A túraszakasz a következő települések közigazgatási területét érinti:
- Sirok
- Egerbakta
- Bátor
- Szarvaskő